# Frederico de Baden-Durlach
Frederico de Baden-Durlach (7 de outubro de 1703 - 26 de março de 1732) foi um príncipe herdeiro da Marca de Baden-Durlach.

## Família
Frederico era o segundo filho e único sobrevivente do marquês Carlos III Guilherme de Baden-Durlach e da duquesa Madalena Guilhermina de Württemberg. Os seus avós paternos eram o marquês Frederico VII de Baden-Durlach e a duquesa Augusta Maria de Holstein-Gottorp. Os seus avós maternos eram o duque Guilherme Luís de Württemberg e a condessa Madalena Sibila de Hesse-Darmstadt.

## Biografia
Frederico tornou-se herdeiro-aparente de Baden-Durlach quando o seu irmão mais velho, o príncipe Carlos Magno, morreu em 1712. Contudo, acabaria por morrer antes do pai, por isso nunca chegou ao trono.
Prestou serviço militar no exército imperial do Sacro Império Romano-Germânico. Em 1724, foi nomeado coronel e, em 1728, foi promovido a general-major.

## Casamento e descendência
Frederico casou-se no dia 3 de julho de 1727 com a princesa Amália de Nassau-Dietz, filha do príncipe João Guilherme Friso de Orange. O casal teve dois filhos:
- Carlos Frederico de Baden (22 de novembro de 1728 - 10 de junho de 1811), primeiro grão-duque de Baden; casado com a condessa Carolina Luísa de Hesse-Darmstadt; com descendência.
- Guilherme Luís de Baden (14 de janeiro de 1732 - 17 de dezembro de 1788), nunca se casou; sem descendência.